# مورتن ستيغ كريستنسن
مورتن ستيغ كريستنسن (27 ديسمبر 1958 - ) (بالدنماركية: Morten Stig Christensen)‏ هو لاعب كرة يد دانمركي. شارك في الألعاب الأولمبية الصيفية 1984 والألعاب الأولمبية الصيفية 1980 والألعاب الأولمبية الصيفية 1976.

## وصلات خارجية
- مورتن ستيغ كريستنسن على موقع IMDb (الإنجليزية)
- مورتن ستيغ كريستنسن على موقع قاعدة بيانات الفيلم (الإنجليزية)
- مورتن ستيغ كريستنسن على موقع أوليمبيديا (الإنجليزية)